# المرأة في سلاح الجو

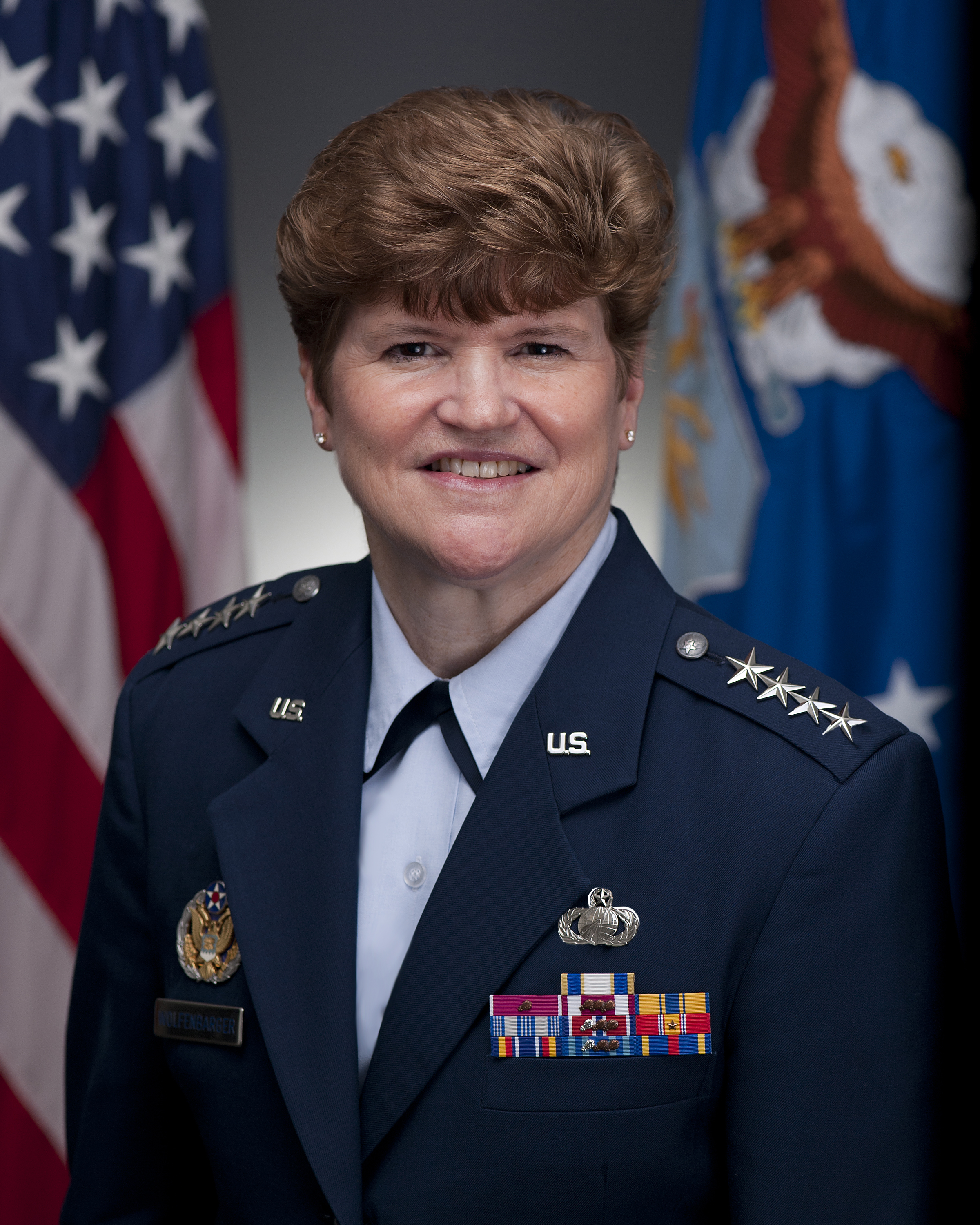
الفريق جانيت ولفين بارجر في 1 يناير 2010، أعلى امرأة رتبة عسكرية في القوات الجوية الأمريكية.

المرأة في سلاح الجو (اختصارا: واف) (بالإنجليزية: Women in the Air Force) (اختصارا:WAF) عملت القوات الجوية الأمريكية على برنامج إشراك المرأة في أدوار محدودة في سلاح الجو. تشكلت واف في عام 1948، عندما وقع الرئيس ترومان على قانون دمج المرأة في الخدمة العسكرية، والسماح للنساء بالعمل مباشرة في الجيش.